# TOI-1338 b
TOI-1338 bとは、恒星 TOI-1338 の周囲を公転する太陽系外惑星である。

## 概要
この惑星は、2019年夏にNASAとのインターンシップを行っていた、17歳の高校生によって発見された惑星で、2つの恒星の周りを公転している。TOI-1338 bが公転する2つの恒星は、1つは太陽より約10％大きく、もう1つは太陽質量の3分の1で、15日ごとにペアで周回している。
大きさは地球の6.9倍で、海王星と土星の中間の大きさで、公転周期は93日-95日と不規則である。TOI-1338系で最初に発見された惑星であり、がか座の方向へ約1300光年離れた場所に位置する。
この発見は、1月6日にホノルルで開催された第235回アメリカ天文学会のパネルディスカッションや、科学雑誌に取り上げられたサンディエゴ州立大学やシカゴ大学、および他の機関の科学者と共同で執筆した論文にて発表された。